# Frankenwinheim
Frankenwinheim ist eine Gemeinde im unterfränkischen Landkreis Schweinfurt.

## Geografie
Der Ort liegt in der Region Main-Rhön, circa 20 Kilometer südlich von Schweinfurt. Naturräumlich sind Frankenwinheim und seine Gemarkung Teil des sogenannten Steigerwaldvorlandes von Neuses. Charakteristisch für diesen Teil des Iphofen-Gerolzhofener Steigerwaldvorlandes ist das hügelige Erscheinungsbild mit den schmalen Tälern kleiner Bäche. So ist insbesondere das im Südwesten der Gemarkung befindliche Frankenwinheimer Holz als Teil des EU-Vogelschutzgebietes Südliches Steigerwaldvorland unter Schutz gestellt. In Frankenwinheim mündet der Lülsbach in den Weidachbach, der in Frankenwinheim häufig Amtlingsbach genannt wird.

### Gemeindegliederung
Die Gemeinde besteht aus drei Gemeindeteilen (in Klammern jeweils der Siedlungstyp):
- Brünnstadt (Kirchdorf)
- Frankenwinheim (Pfarrdorf)
- Weinbergsmühle (Einöde)

Es gibt die Gemarkungen Brünnstadt und Frankenwinheim.

### Nachbargemeinden
Nachbargemeinden sind (von Norden beginnend im Uhrzeigersinn): Sulzheim, Gerolzhofen, Lülsfeld, Volkach und Kolitzheim.

## Geschichte

### Bis zur Gemeindegründung
Frankenwinheim wurde erstmals im Jahr 779 urkundlich erwähnt. Das ehemals zur Herrschaft Wiesentheid der Grafen Schönborn zählende Dorf lag ab 1500 im Fränkischen Reichskreis. Es wurde 1806 durch Bayern mediatisiert und im Zuge von Grenzbereinigungen 1810 dem Großherzogtum Würzburg des Erzherzogs Ferdinand von Toskana überlassen, mit dem es 1814 endgültig an Bayern zurückfiel. Im Jahr 1818 entstand die politische Gemeinde.

### Eingemeindungen
Am 1. Juli 1977 wurde im Zuge der Gebietsreform in Bayern die Gemeinde Brünnstadt eingegliedert.

### Einwohnerentwicklung
| Jahr | Einwohner      |
| ---- | -------------- |
| 1970 | 0973           |
| 1987 | 0890           |
| 1991 | 0914           |
| 1995 | 0960           |
| 2005 | 1016           |
| 2010 | 1006           |
| 2015 | 0975 Einwohner |
| 2018 | 0960 Einwohner |

Im Zeitraum 1988 bis 2018 stieg die Einwohnerzahl von 869 auf 960 um 91 Einwohner bzw. um 10,5 %. 2011 hatte die Gemeinde 1009 Einwohner.
Quelle: BayLfStat

## Politik
Die Gemeinde ist Mitglied der Verwaltungsgemeinschaft Gerolzhofen.

### Bürgermeister
Bürgermeister ist seit 1. Mai 2014 Herbert Fröhlich (CSU/Freie Wähler); er wurde am 15. März 2020 mit 93,3 % der Stimmen wieder gewählt. Vorgänger war Robert Finster (CSU).

### Gemeinderat
Die Kommunalwahlen seit 2002 führten zu den folgenden Sitzverteilungen:
| Partei/Liste                        | 2002 | 2008 | 2014 | 2020 |
| ----------------------------------- | ---- | ---- | ---- | ---- |
| CSU                                 | 2    | 3    | 3    | 3    |
| Freie Wähler                        | 4    | 4    | 3    | 3    |
| Christlicher Bürgerblock Brünnstadt | 2    | 1    | 2    | 2    |
| Gesamt                              | 8    | 8    | 8    | 8    |

### Wappen
| | Blasonierung: „Gespalten von Rot und Gold; vorne drei gekürzte silberne Spitzen, hinten eine rote Schere.“ |
| Wappenbegründung: Die Gemeinde wünschte für ihr Wappen den Fränkischen Rechen, die drei gekürzten silbernen Spitzen in Rot, der seit dem 19. Jahrhundert als das Sinnbild Frankens verstanden wird. Er steht redend für das Ortsnamenbestimmungswort Franken-. Die hintere Schildhälfte stellt das Wappen der Herren von Scherenberg dar, die um 1400 im Besitz des Schlossgutes Frankenwinheim waren. Hier wurde der Würzburger Fürstbischof Rudolf von Scherenberg (1458 bis 1466) geboren. Die Familie ist 1495 ausgestorben. Dieses Wappen wird seit 1971 geführt. | |

### Steuern
2017 betrugen die Gemeindesteuereinnahmen 967.000 Euro, davon waren 284.000 Euro (netto) Gewerbesteuereinnahmen und 564.000 Euro Gemeindeanteil an der Einkommensteuer.

## Kultur und Sehenswürdigkeiten

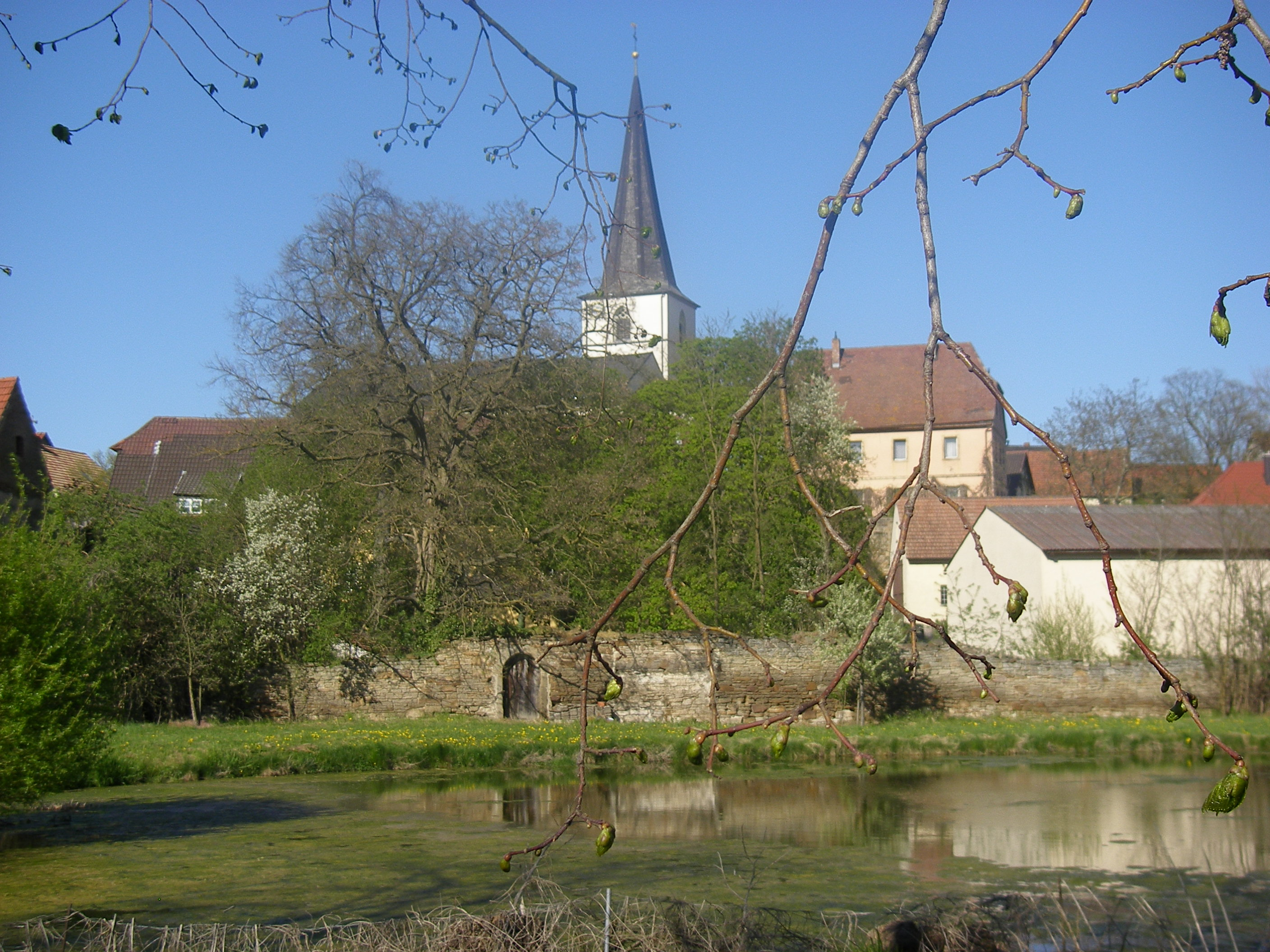
Kirche von Frankenwinheim

### Regelmäßige Veranstaltungen
- Weinfest (meist letztes Juliwochenende)
- Backofenfest rund um das historische Backofengebäude und Ochs am Spieß in Brünnstadt

## Wirtschaft und Infrastruktur
Im Jahr 2022 erzielte Frankenwinheim Einnahmen aus der Gewerbesteuer in Höhe von 0,45 Millionen Euro. Mit einem Gewerbesteuerhebesatz von 305 % zählt die Gemeinde zu den steuerlich attraktiven Standorten Deutschlands.
Es gibt einen Kindergarten.
Die Pfarrei Frankenwinheim gehört zur Pfarreiengemeinschaft St. Franziskus am Steigerwald.

### Weinbau
Frankenwinheim ist heute ein bedeutender Weinbauort im Anbaugebiet Franken. Eine Weinlage existiert um das Dorf, der Wein wird seit den 1970er Jahren unter dem Namen Frankenwinheimer Rosenberg vermarktet. Frankenwinheim ist Teil des Bereichs Volkacher Mainschleife, bis 2017 waren die Winzer im Bereich Maindreieck zusammengefasst. Die lehmigen Tonböden um das Dorf eignen sich ebenso für den Anbau von Wein wie die Lage in der Maingauklimazone, die zu den wärmsten Deutschlands gehört.
Bereits seit dem Frühmittelalter betreiben die Menschen um Frankenwinheim Weinbau, zumeist für den Eigenbedarf. Die fränkischen Siedler brachten wohl im 7. Jahrhundert die Rebe mit an den Main. Im Mittelalter gehörte die Region zum größten zusammenhängenden Weinbaugebiet im Heiligen Römischen Reich. Die Menschen betrieben zumeist Nebenerwerbsweinbau zur Selbstversorgung, gleichzeitig bildeten sich bereits Exportzentren insbesondere entlang des Mains heraus.
Der Weinbau hatte nach der Säkularisation zu Beginn des 19. Jahrhunderts einen umfassenden Niedergang. Vor allem klimatisch weniger begünstige Lagen gab man vollständig auf. Zusätzlich erschwerte das Aufkommen von Schädlingen wie der Reblaus den Anbau. Konsolidieren konnte sich die Weinbauregion Franken erst wieder in der zweiten Hälfte des 20. Jahrhunderts. Der Einsatz von Dünger und verbesserte Anbaumethoden hatten dazu ebenso beigetragen wie die Organisation in Genossenschaften und die Flurbereinigung der 1970er Jahre.
Die Weinberge in Frankenwinheim gehören heute zumeist zu den großen Winzergenossenschaften des Anbaugebietes mit Sitz in Nordheim am Main (DIVINO) bzw. Repperndorf (Winzergemeinschaft Franken). Dennoch hat sich im Ort eine eigene Weinkultur entwickelt, die ihren sinnfälligsten Ausdruck in der Ausrichtung eines der größeren Weinfeste der Umgebung Ende Juli hat. Ebenso wird im Ort eine eigene Weinprinzessin gewählt, die den Frankenwinheimer Wein repräsentieren soll.
| Weinlage  | Größe 1993 | Größe 2017 | Himmelsrichtung | Hangneigung | Hauptrebsorten           | Großlage            |
| --------- | ---------- | ---------- | --------------- | ----------- | ------------------------ | ------------------- |
| Rosenberg | 30 ha      | 29 ha      | Süden           | 15–20 %     | Müller-Thurgau, Silvaner | Volkacher Kirchberg |

### Verkehr
Mit dem ausgehenden 19. Jahrhundert erhielt Frankenwinheim einen Anschluss an das bayernweite Eisenbahnnetz. 1893 wurde der Abschnitt Kitzingen-Gerolzhofen der sogenannten Steigerwaldbahn (auch Untere Steigerwaldbahn) fertiggestellt, Frankenwinheim wurde mit einem Haltepunkt ausgestattet. Die Nebenbahn verband ab 1903 Kitzingen mit dem Schweinfurter Hauptbahnhof und war damit eine der längeren Nebenstrecken in Deutschland.
Seit den 1980er Jahren begann man den Verkehr auf der Strecke zu reduzieren. 1981 fuhren zwischen Gerolzhofen und Kitzingen nur noch Personenbusse, der Güterverkehr wurde Mitte 2006 aufgegeben. Seit längerer Zeit gibt es Initiativen zur Reaktivierung des Personenverkehrs auf der stillgelegten Strecke. Anfang 2019 entbrannte ein heftiger, bis heute andauernder Streit über die Ausgestaltung der Wiederinbetriebnahme, der zum Politikum wurde.

### Vereine
- Sportverein SV-Frankenwinheim
- Tennisverein
- Gartenbauverein Frankenwinheim
- Freiwillige Feuerwehr Frankenwinheim
- Angler-Club
- Gesangverein
- Karnevalsverein

## Frankenwinheim in der Literatur
- Frankenwinheim ist einer der zentralen Orte in Eric Flints Roman „1632: The Ram Rebellion“, in dem der Dorflehrer einer der Anführer eines Bauernaufstands ist.